# Vern Hanaray

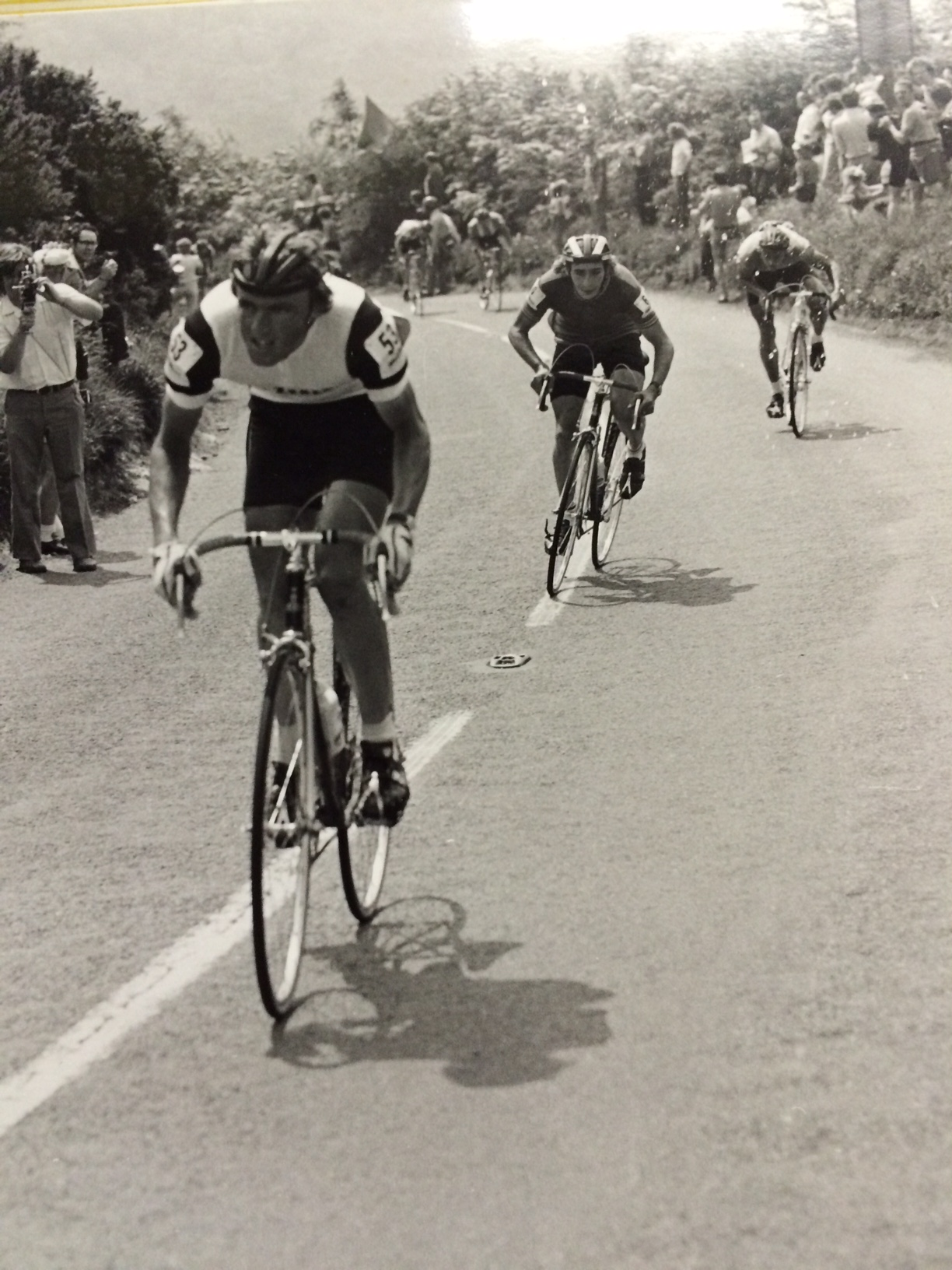
KOM - Milk Race 1976, Vernon Hanaray

Vernon John „Vern“ Hanaray (* 14. August 1951 in Masterton) ist ein ehemaliger neuseeländischer Radrennfahrer.
1971, 1973 und 1977 wurde Vern Hanaray neuseeländischer Meister im Straßenrennen. 1972 und 1976 startete er bei Olympischen Spielen im Straßenrennen, 1972 in München gab er auf, 1976 in Montréal belegte er Platz 52. Zweimal, 1974 und 1978, startete er bei Commonwealth Games. 1974 siegte er im Eintagesrennen Archer Grand Prix in Südengland.